# Siahława
Siahława (biał. Сяглава; ros. Сяглово, Siagłowo) – wieś na Białorusi, w obwodzie witebskim, w rejonie orszańskim, w sielsowiecie Krapiuna, nad Dnieprem.